# سفرنامه خسرو میرزا به پطرزبورغ

تصویر عباس میرزا بر روی جلد سفرنامهٔ خسرومیرزا به پطرزبورغ که با کتاب تاریخ زندگی عباس میرزا نایب‌السلطنه در ۱۳۴۹ در یک مجلد به چاپ رسید.

سفرنامهٔ خسرومیرزا به پطرزبورغ نام کتابی از میرزا مصطفی افشار ملقب به بهاءالملک، محرّر میرزا مسعود مستوفی است. او طی سال‌های ۱۲۷۷ تا ۱۲۸۱ق. پیشکاری ظلّ‌السلطان و سپس انوشیروان‌خان عین‌الملک در حکومت مازندران و استرآباد را نیز بر عهده داشت. میرزا مصطفی به همراه یک هیئت سیاسی، سفری به روسیه نیز داشت که از ۱۸ شعبان ۱۲۴۴ق/ ۱۲۰۷ش. شروع و حدود یک‌سال بعد در رمضان ۱۲۴۵ق. خاتمه یافت. او مشاهدات این مأموریت ده‌ماهه را در قالب سفرنامه‌ای به رشتهٔ تحریر درآورد. «بخاطر گذشت که اوضاع این سفر را آنچه دیده و شنیده باشد و بقدر قوّهٔ عاجزانهٔ خود دریافت نموده، بدون عبارت‌آرایی و طبع‌آزمایی جهت استحضار طالبان در سلک تحریر و بیان آرد».
دستور گسیل این هیئت را عباس میرزا در سال ۱۲۴۴ هجری قمری به میرزا مسعود به عنوان مأمور سفر صادر نمود. سپس چند ماه پس از اقامت هیئت در قفقاز و فراهم نمودن پیش‌زمینه‌های دیدار از سنت پترزبورگ، پایتخت روسیه، سرانجام خسرو میرزا قاجار هفتمین پسر عباس میرزا به عنوان نمایندهٔ دربار ایران به این گروه پیوست.
نویسندهٔ کتاب-بهاءالملک- یا آنچه را که نوشته‌است در سفر به چشم دیده یا از شنیده‌های میرزا مسعود مستوفی بهره برده‌است. کتاب در اصل در شش فصل بوده‌است؛ ولی فصل ششم کتاب به نام در اطوار مراجعت مفقود گردیده‌است. اما جرج بورنوتیان با استفاده از اسناد و مدارک روسی و انگلیسی، به بازسازی این بخش از سفرنامه پرداخته و کل مجموعه را با عنوان «از تبریز به سنت پطرزبورگ، هیئت نمایندگی عذرخواهی ایران به روسیه در سال ۱۸۲۹» به زبان انگلیسی منتشر نمود.
در این کتاب گزارشی نغز از برخورد ایرانیان با کارخانجات روسی، صنایع مدرن، بالون، لیتوگرافی، موزه، گلخانه، تاکسیدرمی و… آمده‌است. نویسنده به تقریب هرجا که پیشرفتی در کار روس‌ها دیده افسوس خورده که چرا ایرانیان از این زمینه‌ها بی‌بهره‌اند و در متن کتاب هم پیشنهادهایی برای گسیل دانشجویان از ایران به روسیه و دیگر کشورهای فرنگ برای آموختن و ترقی طرح می‌کند.

اعضای این هیئت که به سنت پترزبورگ رسیدند عبارت بودند از: خسرو میرزا قاجار، میرزا صالح شیرازی، میرزا مسعود مستوفی، امیرنظام زنگنه، میرزا مصطفی (نویسندهٔ کتاب)، میرزا بابا افشار (پزشک هیئت) و گروهی دیگر از جمله میرزا تقی‌خان فراهانی (امیرکبیر آینده) و شماری خدمه. 

میرزا مصطفی بهاءالملک نویسندهٔ سفرنامه

## متن کتاب

### فصل اول
این فصل در اوضاع سفر از تبریز الی پطرزبورغ نام دارد. نویسنده توضیح می‌دهد که زمانی که خبر کشته‌شدن گریبایدوف در شعبان ۱۲۴۴ در تبریز به عباس میرزا رسید، وی میرزا مسعود مستوفی را مأمور کرد تا نخست به تفلیس رفته و گزارش رویداد را به پاسکویچ کنسول روسیه در قفقاز برساند و سپس زمینه‌های رهسپار شدن به سوی سنت پترزبورگ را برای عرض پوزش به بارگاه نیکلای یکم امپراتور این کشور فراهم آورد.
هیئت در ۱۸ شعبان همان سال از تبریز راهی می‌شود، پس از گذشتن از مرز تا ایروان پیش می‌رود و در این شهر به دلیل گسترش طاعون در قفقاز و قرنطینه متوقف می‌گردد. پس از آن نیز به دلیل برف و سرما سفر به کندی پیش می‌رود تا سرانجام به تفلیس می‌رسند. در این شهر میرزا صالح شیرازی –که پیش‌تر بدینجا آمده بود- به هیئت می‌پیوندد و به اتفاق میرزا مسعود به دیدار پاسکویچ می‌روند. در این دیدار پاسکویچ هیئت را به بخشش امپراتور امیدوار می‌سازد.
نخست قرار بر این بود که قائم‌مقام فراهانی به همراه یکی از شاهزادگان قاجاری در تفلیس بدین هیئت بپیوندد، ولی سپس نظر عباس میرزا برگشته و خسرو میرزا پسر هفتم خود را به همراه محمد خان زنگنه امیرنظام گسیل می‌دارد. کاروان خسرو میرزا در ۱۵ ذی‌القعده به تفلیس می‌رسد. در این زمان خبر پیروزی روسیه بر عثمانی همزمان با ورود خسرو میرزا به تفلیس می‌رسد و جشن و پایکوبی برپا می‌شود.
در این فصل نویسنده شرحی از دیده‌های خودش در تفلیس از جمله آتش‌بازی، کارخانهٔ ابریشم‌بافی، مدرسه‌ای که رتبه‌بندی داشته و به شاگردانش روسی و ترکی و فارسی می‌آموخته‌اند، دفترخانه‌ها و اسلحه‌خانه‌های روس‌ها و… بیان می‌دارد.
سرانجام در ۲ ذی‌الحجه کاروان از تفلیس رهسپار سنت پترزبورگ می‌گردد. در درازای راه نیز نویسنده از چگونگی مالیاتی که پس از تسلط روسیه بر گرجستان از آنان گرفته می‌شد تا دیدن اسیران عثمانی و جنگ روس‌ها با چچنی‌ها و چگونگی برگزاری عید قربان داد سخن می‌دهد.
در ۲۴ محرم هیئت به مسکو می‌رسد، مادر گریبایدوف در این شهر زندگی می‌کرد. پس خسرومیرزا به دلجویی وی می‌رود. در این شهر هم میرزا مصطفی از دیده‌هایش می‌نویسد، برای نمونه از یک مدرسهٔ علوم که موجودات عجیب‌الخلقه را در آن خشک نموده‌اند و نیز از تاکسیدرمی جانوران، مدرسهٔ نظامی ویژهٔ کودکان، کرملین و یک شکارگاه مصنوعی و… سخن می‌گوید. همچنین شنیده‌هایش را از حملهٔ ناپلئون بناپارت به مسکو و چگونگی سوختن شهر و بازسازی سریع آن را بیان می‌دارد.
پس از آن کاروان به سفر خود ادامه داد تا در ۸ صفر به ورودی سنت پترزبورگ رسیدند.

### فصل دوم

خسرو میرزا

این فصل در احوال ایام پطرزبورغ نام دارد و دربرگیرندهٔ چگونگی شرح دیدار امپراتور نیکلای یکم و دربار و درباریان، آیین‌های درباری روس و آنچه برای هیئت جالب می‌آمده‌است می‌باشد. برای نمونه در زمینهٔ خزانه‌داری روس‌ها که برپایهٔ در گردش‌انداختن دارایی در جریان اقتصادی کشور بود و سنجیدن آن با شیوهٔ سنتی ایرانی که مالیات‌ها و درآمدها را در خزانه گرد می‌آوردند. یا گزارشی از تماشای ساخت کلیسایی جامعه و راست نمودن ستون‌های کلان آن به یاری جرثقیل‌ها ارائه می‌دهد. همچنین دیدن لیتوگرافی و پرواز بالون برای ایشان شگفت‌انگیز می‌نمود. از دیگر صنایعی که در این سفر دیده شده و در این فصل کتاب آمده می‌توان از تئاتر، زبان‌آموزی، اسلحه‌سازی، شیشه‌گری، دماسنج، موزهٔ ارمیتاژ و… نام‌برد.
هیئت در ۲۲ صفر به پیشگاه امپراتور پذیرفته شدند. امپراتور بر رفع کدورت‌ها و پایبندی به عهدنامهٔ ترکمانچای صحه گذارده و در ضمن کوشیده بود تا ایرانیان را نیز به جنگ با عثمانی- که هماورد تازهٔ روسیه بود- بینگیزاند. در روزهای اقامت در سنت پترزبورگ خسرو میرزا هم دچار بیماری شد و نتوانست در برخی از تشریفات درباری حاضر شود.
سرانجام هیئت در ۱۹ ربیع‌الاول ۱۲۴۵ هجری قمری طی تشریفاتی رسمی و سان دیدن از رژهٔ سربازان، از امپراتور و امپراتریس خداحافظی کرده و سنت پترزبورگ را به سوی ایران ترک نمودند.

### فصل سوم
این فصل در تعداد ولایات روسیه و عدد اهالی و اوضاع آن‌ها نام دارد. در این بخش از کتاب، بهاءالملک اطلاعاتی چون حدود مرزهای روسیهٔ تزاری، متصرفات این کشور، شمار تبعه‌های این کشور و ویژگی‌های این مردمان و محصولات و جانوران روسیه می‌پردازد. او جمعیت روسیه را نود و دو کرور (۴۶ میلیونی) تخمین زده که در ۵۱ ایالت و ۵۷۲ شهر این کشور زندگی می‌کردند.
وی در این فصل آمریکا (در متن امریقا) را هم جزء خاک روسیه می‌شمرد که البته منظورش آلاسکا بوده که در قارهٔ آمریکا جای دارد و در آن تاریخ هنوز بخشی از روسیه بود.
همچنین به آداب بزرگان روس اشاره دارد. می‌نویسد که زبان فرانسوی در میان بزرگان روسیه نسبت به روسی برتری دارد. دربارهٔ القاب روسیه و ولایات زیر فرمان این کشور توضیحاتی می‌دهد. همچنین مختصری از تاریخچهٔ روسیه و چگونگی مسیحی شدن آنان و پیشرفت دانش‌ها در این سرزمین بیان داشته‌است. توضیحاتی نیز دربارهٔ شیوهٔ کشورداری و دادگستری روسیه می‌دهد.

### فصل چهارم
این فصل در کیفیت ولایات روسیه و عادات و اخلاق آن طایفه نام دارد. همان‌گونه که از نامش پیداست به موضوعاتی چون پستی و بلندی این سرزمین، رودها کوه‌ها و چگونگی زندگی مردمان آن پرداخته‌است. بهاءالملک بلندترین قلهٔ روسیه را البرز (البروس) می‌شناساند. همچنین دربارهٔ وضعیت راه‌ها و امنیت آن و مسافرخانه‌ها و شیوهٔ بنای خانه‌ها و روابط ارباب و رعیت سخن می‌گوید. از دیگر موضوعات گزارش‌شده در اینجا شیوهٔ پروردن کودکان، مهمان‌نوازی، وظیفهٔ زن در خانه و مانند آن است. در سفرنامهٔ پطرزبورغ به تفصیل به موضوع زنان و شرایط آنان در روسیه پرداخته نشده، اما با همین اندک اشارات، تصویری از زن منضبط، تحصیل‌کرده و البته آزاد ارائه می‌گردد. دخترانی علاقه‌مند به مطالعهٔ روزنامه و کتاب که علاوه بر آموختن کمالات زنانه از مادرانشان، در مدارس و گاهی در خانه به آموختن حساب، جغرافیا، موسیقی و رقص مشغول بودند و با یک انضباط و محدودیت اجتماعی، تا پانزده سالگی اجازهٔ حضور در مجالس بال و شب‌نشینی را نداشتند. آنان در مهمانی‌ها و شب‌نشینی‌ها با آسایش خاطر و آزادانه به تفریح و شادی می‌پرداختند و مردان نیز در حضور آنان، قلیان و چپق استعمال نمی‌کردند. برخی از زنان نیز پیگیر امور سیاسی و رویدادهای جهانی بودند. بهاءالملک نقل می‌کند که میرزا مسعود به زنی که پیگیر اخبار نبرد روسیه و عثمانی بود، به مطایبه گفت: «خانم! مانا که شما را هوای وزارت در سر است و الّا، خاتون را بامر لشکرکشی چه مدخل؟ بخندید و گفت: خاتونان در ولایت اروپا به سلطنت می‌رسند، اگر هوس وزارت داشته باشند بعید نیست.»
او در این فصل گزارش می‌دهد که از سوی دلسوزان روس به سبب نداشتن سفیر در پایتخت روسیه ملامت شده‌اند. میرزا مصطفی در سفرنامه‌اش مطابق «وظیفه‌شناسندگان قدر عافیت و ستایش‌کنندگان حقوق نعمت» زبان به ثنا و دعای «دولت ابد مدت» و «شاهنشاهی ادام الله ظلال رأفت» فتحعلی‌شاه می‌گشود و از جان یا ترس از جانش، آرزوی ابدی بودن سایهٔ شاه و اولاد او را داشت. اما با این‌حال او به خاطر تعصب دینی و حبّ وطن، با دیدن ترقی روسیه، شکست ایران، اسیران هموطنی که در خیوه و بخارا فروخته شده و بندگی تجار روس می‌کردند و نگاه منفی غربیان به ایران، متأثر و سرافکنده می‌شود. از این رو گاهی به امید سودمندی برای دین و دولت، با جسارت به «چه باید کرد» می‌پردازد.
او با دیدن پیشرفت‌های روسیه و از سویی دیگر عقب‌ماندگی و شرایط نامناسب ایران دچار حسرت و تالّم گردیده و آن را آشکارا در سفرنامه‌اش بیان می‌کرد. بهاءالملک از عدم اعزام جوانان ایرانی به خارج برای فراگیری انواع صنایع و فنون و متداول نبودن استفاده از دستگاه بخار که باعث رونق صنعت و افزایش سرمایه می‌شد ناراحت بود. حسرت او بر عدم تأسیس کنسولگری و سفارتخانه در دیگر کشورها بود تا از شهروندان و منافع ایران در خارج حمایت کند چرا که اگر ایران ایلچی داشت «صلح به جنگ بدل نمی‌شد و دولت را خسارت نمی‌دید.» میرزا از فقدان آرشیو مکاتبات سلطنتی، داشتن صاحب‌منصبانی بی‌سواد و تعلیم‌ندیده و در کنار آن، مدرسانی بیگانه که به‌صورت صحیح و بنیادین آموزش نمی‌دادند و تنها به ظواهر امور می‌پرداختند ناراضی بود. اما با وجود آگاهی از خطرات امنیتی و جانی برای خود، گلایه‌اش را از این شرایط ابراز می‌کرد «عساگر ما، مدتی در زیر تربیت صاحب‌منصبان انگلیسی هستند. لیکن در این مدت متمادی، غیر احکام و اطوار مشق چه یادگرفته‌اند؟» میرزا مصطفی بهاءالملک افشار بعدها در زمان ناصرالدین‌شاه به وزارت عدلیه (دادگستری) ایران گماشته می‌شود.

## نگارخانه

میرزا مسعود مستوفی
میرزا صالح شیرازی
برگ نخست سفرنامه